# Chiemsee-Chiemgau

Tourismusregion Chiemsee-Chiemgau

Yachthafen in Seebruck am Chiemsee

Chiemsee-Chiemgau ist seit dem 1. Januar 2010 eine innerhalb Bayerns landespolitisch geförderte Kennzeichnung des Landkreises Traunstein als Tourismusregion. Eine solche Kennzeichnung einzelner oder mehrerer Kommunen als Tourismusregion wird im Rahmen des Landesentwicklungsprogramms Bayern (LEP) seit 2006 vom Bayerischen Landesamt für Statistik auf der Karte „Tourismusregionen* in Bayern“ vorgenommen.
Der Tourismusverband Chiemgau Tourismus e.V. bewirbt die Gemeinden des Landkreises Traunstein u. a. mit eigener Webpräsenz und führt seit 2017 ein Logo mit der Marke „chiemsee chiemgau Bayerische Alpen“.

## Lage
Die als „Chiemsee-Chiemgau“ bezeichnete Tourismusregion umfasst den Landkreis Traunstein, der den östlichen Teil des Chiemgaus bildet sowie im Nordwesten einen Teil des Rupertiwinkels.

## Organisation (Geschichte)

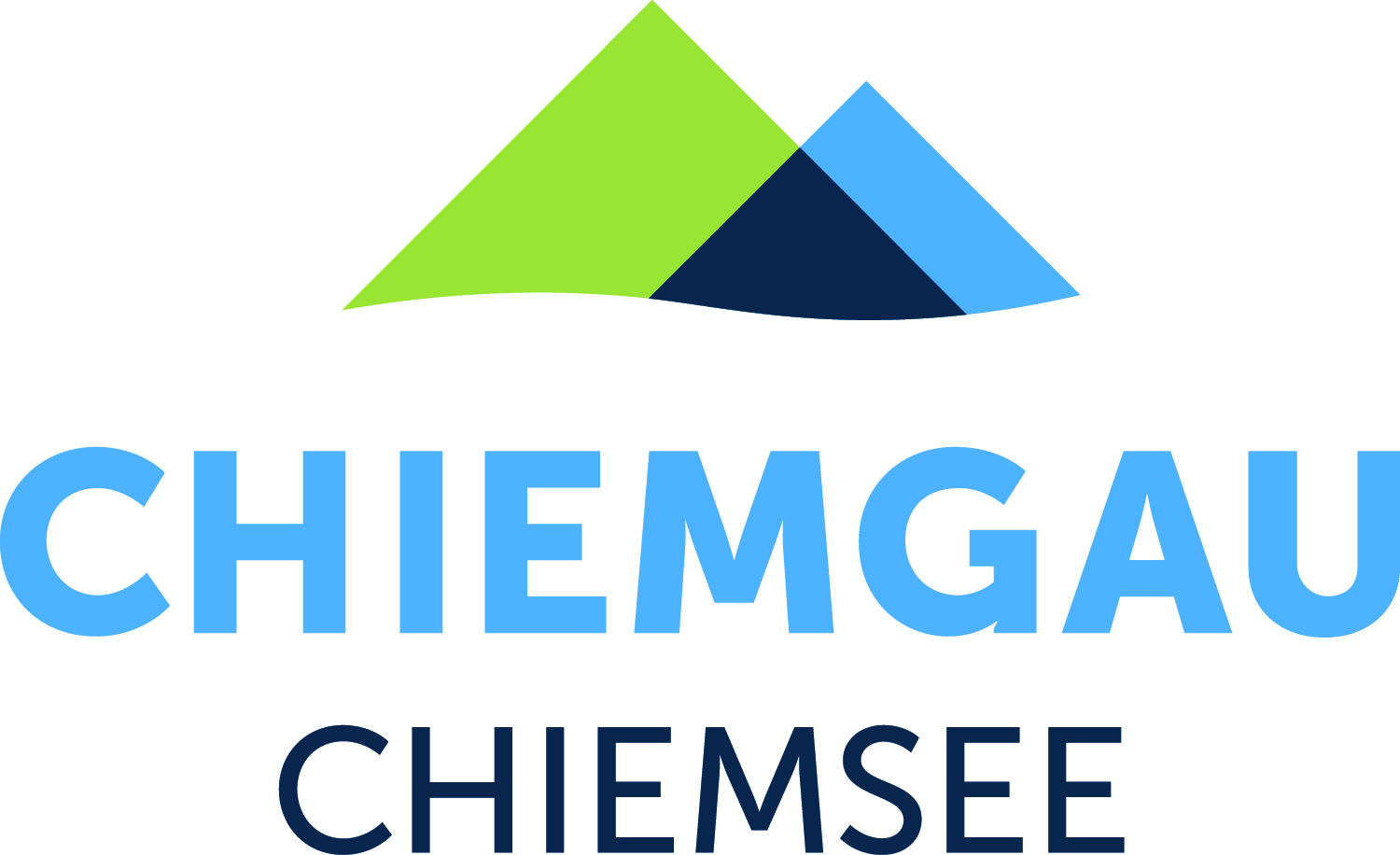
Marketing-Logo des Chiemgau Tourismus e.V.

Der Landkreis Traunstein war gemeinsam mit dem Landkreis Rosenheim Mitglied im Chiemsee-Tourismusverband (1912–2009), dessen Auflösung Ende 2009 mit großer Mehrheit beschlossen wurde. Die damaligen Landräte der beiden Landkreise vertraten im Gegensatz zu vielen Traunsteiner Gemeinden die Ansicht: „Jeder Landkreis soll mit einem eigenen Verband um die Touristen werben.“ Somit sind seit dem 1. Januar 2010 die Gemeinden des Landkreises Traunstein im Verband Chiemgau Tourismus e.V. organisiert, die des Rosenheimer Landkreises im Chiemsee Alpenland-Verband.
In der Folge wurde der Landkreis Traunstein innerhalb Bayerns nun als eigenständige Tourismusregion beworben, die mit eigener Webpräsenz auftritt. Vorerst ab 2017 unter der Marke „chiemsee chiemgau Bayerische Alpen“, lautete die Eigenbezeichnung als Tourismusregion anfangs  noch „Chiemgau“, seit 2019 „Chiemsee-Chiemgau“. Die Tourismusregion deckt jedoch trotz ihrer Bezeichnung nach seiner Loslösung vom Landkreis Rosenheim nur noch jeweils zu einem Teil die Kulturlandschaft Chiemgau und den Chiemsee flächenmäßig ab.
(Zum Landkreis Rosenheim als Tourismusregion siehe: Chiemsee-Alpenland.)

## Tourismusziele in der Region
Als beliebte Tourismusziele in der Chiemseeregion gelten Seebruck und Chieming, in der südlich gelegenen, alpinen Landkreisregion Reit im Winkl, Ruhpolding und Inzell sowie im nordöstlichen Anteil des Rupertiwinkels Waging am See mit dem Waginger See. Neben dem Chiemsee als Hauptattraktion ziehen u. a. auch die Winklmoos-Alm, die Steinplatte sowie die Chiemgau-Arena (Biathlon-Zentrum) Touristen an.